# Altentagesstätte

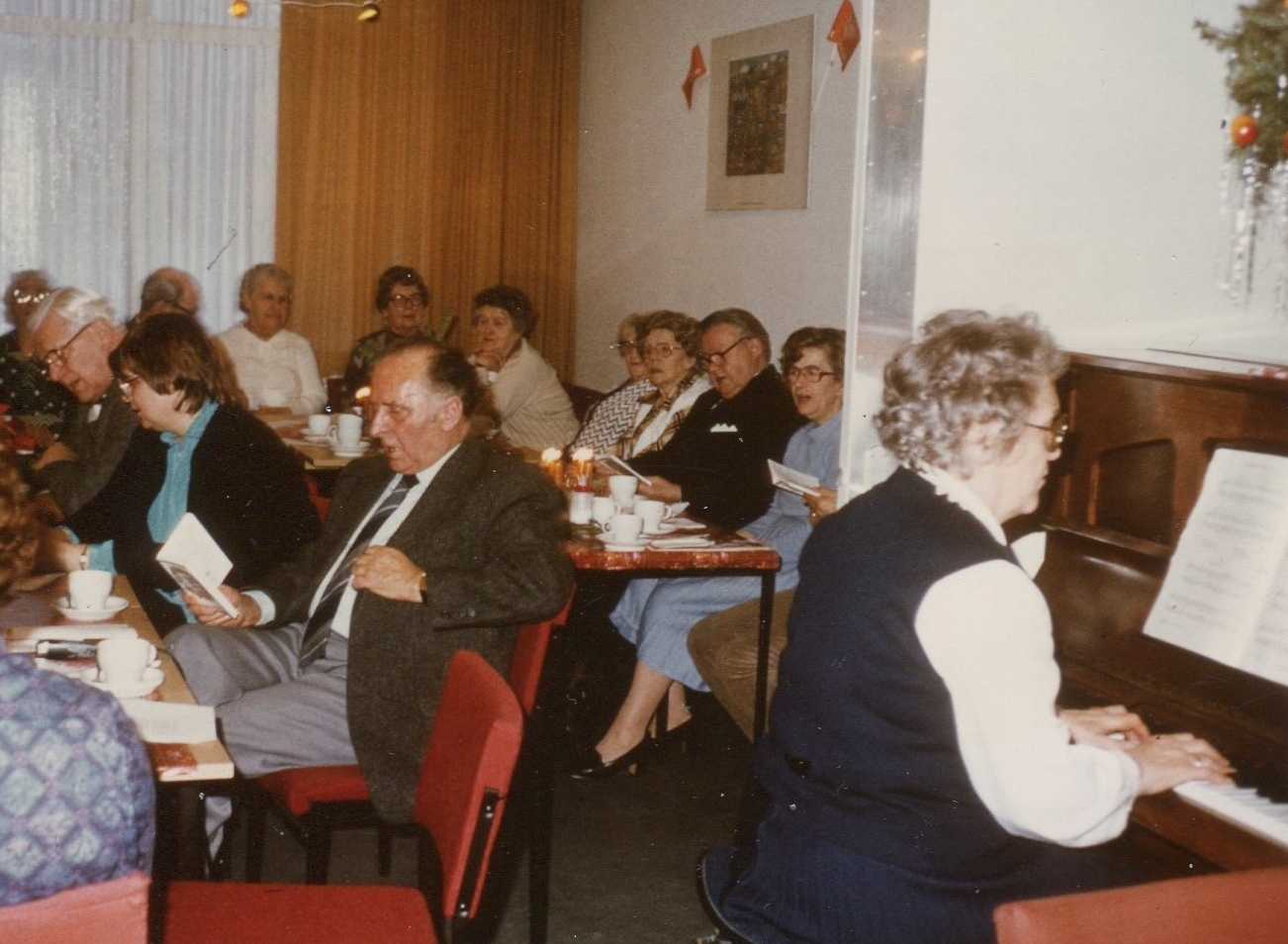
Weihnachtsfeier in einer Hamburger Altentagesstätte der Arbeiterwohlfahrt 1981 mit Sozialsenator Ernst Weiß

Altentagesstätten sind Einrichtungen der offenen Altenhilfe. Sie sind meistens in der Trägerschaft von Kirchen oder Wohlfahrtsverbänden und Teil der sozialen Infrastruktur einer Kommune. In den zur Verfügung gestellten Räumen finden tagsüber Veranstaltungen und verschiedene Angebote für ältere Menschen statt.

## Definition
Altentagesstätten sind an mehreren Tagen der Woche geöffnet und werden von Ehrenamtlichen oder hauptamtlichen Fachkräften geleitet. Die Angebote richten sich an Senioren, die Interesse an einem geselligen Beisammensein haben, z. B. gemeinsam Kaffee zu trinken, Lieder zu singen oder Karten zu spielen. In der Regel werden Veranstaltungen angeboten, die die Bereiche Freizeit, Kultur, Bildung und Gesundheit abdecken. Professionelle Fachkräfte beraten in Einzelfällen zu Hilfe- und Pflegedienstleistungen und bieten Gruppenaktivitäten an.
Es gibt verschiedene Begriffe für Tageseinrichtungen für ältere Menschen: Altentagesstätte, Altenbegegnungsstätte, Seniorenzentrum etc., die auf unterschiedlichen finanziellen und gesetzlichen Grundlagen basieren. Im Jahr 2016 gab es in Deutschland innerhalb der Freien Wohlfahrtspflege 1453 Tages-/Nachteinrichtungen (nach §41 SGB XI) sowie 1671 Seniorenbegegnungsstätten.
Davon abzugrenzen sind Einrichtungen der Tagespflege, die von der Pflegeversicherung SGB XI finanziert werden. Diese teilstationären Angebote für pflegebedürftige Menschen, die im eigenen Haus oder Wohnung wohnen, ermöglichen nicht nur die gesundheitliche Versorgung der alten Menschen, sondern dienen auch zur Entlastung von pflegenden Angehörigen.

## Entwicklung
In Deutschland wurde auf der Grundlage des BSHG in den 1960er Jahren die klassische Angebotsstruktur mit Tagesstätten, Altenheimen und Pflegeheimen geschaffen. Ab den 1990er Jahren wurden vermehrt Ansätze erprobt und umgesetzt, die jüngere Senioren, Migranten und generationenübergreifende Projekte einbezog. Dadurch verbreiteten sich z. B. Mehrgenerationenhäuser flächendeckend.
Die höhere Lebenserwartung und veränderte Familienstrukturen hin zur Kleinfamilie, sowie berufliche Flexibilität (auch von Angehörigen) geringere Mitgliedschaften in Vereinen und Kirchengemeinden, führen dazu, dass die gesellschaftliche Integration von alten Menschen nicht automatisch gegeben ist. Altentagesstätten sind daher Orte, die die soziale, psychische und physische Situation von Senioren zu stabilisieren und zu verbessern.